# Shōjo shōsetsu
Le shōjo shōsetsu (少女小説, litt. « roman pour fille ») est un genre de roman populaire japonais conçu pour un public de filles. Typiquement publié dans les magazines shōjo, il est le principal type de fiction pour fille avec le shōjo manga ; les deux genres s'influencent mutuellement, se font concurrence et collaborent tout au long de leur histoire respective.
Apparu au début du xxe siècle, ce genre met en avant les sentiments de ses protagonistes, use régulièrement de la narration à la première personne et d'un style qui utilise des éléments non-verbaux pour décrire l'état émotionnel des personnages. Le genre est, depuis sa création, régulièrement critiqué par les cercles littéraires japonais pour sa soi-disant médiocrité, du fait qu'il s'agit d'une littérature féminine et populaire pour un public d'adolescentes.

## Définition
Le shōjo shōsetsu est un genre littéraire en prose qui peut contenir des éléments dramatiques ou poétiques, et prendre diverses formes : roman, nouvelle, essai, journaux intimes, etc..
Le genre est typiquement divisé en quatre sous-catégories qui correspondent à des périodes chronologiques :
- La traduction japonaise de classiques littéraires étrangers destiné aux filles, comme la Petite Princesse de Frances Hodgson Burnett ;
- La prose publiée dans les magazines shōjo de la première moitié du xxe siècle, avec par exemple Hana monogatari de Nobuko Yoshiya ;
- Le Junior shōsetsu[l 1] des années 1960 et 1970, avec par exemple les œuvres de Seiko Tanabe ;
- Les light novels publiés dans des magazines shōjo comme Cobalt, avec par exemple les œuvres de Saeko Himuro.